# Hjälpmedelsinstitutet
Hjälpmedelsinstitutet (HI) var en ideell förening vars medlemmar var staten och Sveriges Kommuner och Landsting. Hjälpmedelsinstitutets ändamål var att arbeta för full delaktighet och jämlikhet för personer med funktionsnedsättning genom att medverka till utveckling av bra och säkra hjälpmedel och till en effektiv hjälpmedelsförsörjning. Institutet skulle genom sitt arbete bidra till ökad tillgänglighet i samhället för personer med funktionsnedsättning. 
Hjälpmedelsinstitutet bildades den 11 november 1998 och övertog den 1 januari 1999 dåvarande Handikappinstitutets verksamhet. Verksamheten fanns från oktober 2011 i Sundbyberg. Tidigare hade institutet sitt säte i Vällingby. 
Hjälpmedelsinstitutet upphörde med verksamheten 30 april 2014 och delar av verksamheten gick över till Myndigheten för delaktighet från och med 1 maj 2014. 

## Ägarstruktur
Huvudmän var staten (sorterar under Socialdepartementet) och Sveriges Kommuner och Landsting.

## Föregångare
- 1968-1998 Handikappinstitutet
- 1965-1968 Svenska Kommittén för Rehabilitering
- 1950-1965 Svenska Vanförevården Centralkommitté
- 1911-1950 Svenska Vanföreanstalternas Centralkommitté